# Betty Boop's Bamboo Isle
Betty Boop's Bamboo Isle é um curta-metragem animado e produzido por Fleischer Studios em 1932 estrelado por Betty Boop e Bimbo.

## Sinopse
Depois de uma curta performance ao vivo dos Royal Samoans, Bimbo aparece em tela tocando um ukulele enquanto anda em um barco a motor. A lancha vai cada vez mais rápido, até bater em uma ilha tropical. Bimbo é arremessado e cai em outro barco com uma Betty Boop de pele escura de topless (exceto por um lei estrategicamente posicionado). Bimbo e Betty, depois de quase cair de uma cachoeira, caem em uma clareira cercada por árvores hostis, que atormentam os dois. Um grupo de selvagens aparece, mas Bimbo se disfarça pintando o rosto e enfiando um osso no cabelo. Bimbo é tratado como um convidado de honra e Betty dança hula. Uma tempestade repentina lava o disfarce de Bimbo e ele e Betty são perseguidos pelos selvagens até chegarem à canoa de Betty e fugirem.

## Elenco
The Royal Samoans ... si mesmos

Mae Questel ... Betty Boop

Billy Murray ... Bimbo

Satini Pualoa ... Rei samoano